# Seaside Rock
Seaside Rock è il quarto album in studio del gruppo musicale svedese Peter Bjorn and John, pubblicato il 23 settembre 2008.

## Tracce
1. Inland Empire – 4:23
2. Say Something (Mukiya) – 3:18
3. Favour of the Season – 3:19
4. Next Stop Bjursele – 4:01
5. School of Kraut – 2:56
6. Erik's Fishing Trip – 3:57
7. Needles and Pills – 5:11
8. Norrlands Riviera – 4:54
9. Barcelona – 5:22
10. At the Seaside – 3:31

## Formazione
- Peter Morén – voce, chitarra, armonica
- Björn Yttling – voce, basso, tastiere
- John Eriksson – batteria, percussioni, voce